# A.F.C. Telford United
Telford United là một câu lạc bộ bóng đá có trụ sở tại Telford, Shropshire, Anh. Câu lạc bộ được thành lập vào năm 2004, sau khi đội bóng tiền thân Telford United (được thành lập vào năm 1872) phải đóng cửa do các vấn đề tài chính. Hiện là thành viên của National League North - giải hạng sáu Anh, đội có sân nhà tại New Bucks Head ở Wellington, một phần của thị trấn mới Telford. Màu áo thi đấu của câu lạc bộ là trắng và đen.

## Thống kê
| Mùa giải | Giải đấu                                 | Hạng đấu | Số trận | Thắng | Hòa | Bại | Bàn thắng | Bàn bại | Hiệu số bàn thắng | Tổng điểm | Vị trí | FA Cup | FA Trophy | Chú thích                                 |
| -------- | ---------------------------------------- | -------- | ------- | ----- | --- | --- | --------- | ------- | ----------------- | --------- | ------ | ------ | --------- | ----------------------------------------- |
| 2004–05  | Northern Premier League Division One     | 8        | 42      | 23    | 11  | 8   | 78        | 44      | +34               | 80        | 3/22   | Prelim | Prelim    | Thăng hạng                                |
| 2005–06  | Northern Premier League Premier Division | 7        | 42      | 14    | 17  | 11  | 54        | 52      | +2                | 59        | 10/22  | 2Q     | 3Q        |                                           |
| 2006–07  | Northern Premier League Premier Division | 7        | 42      | 21    | 15  | 6   | 72        | 40      | +32               | 78        | 3/22   | 1Q     | 1Q        | Thăng hạng                                |
| 2007–08  | Conference North                         | 6        | 42      | 24    | 8   | 10  | 70        | 43      | +27               | 80        | 2/22   | 2Q     | 1R        |                                           |
| 2008–09  | Conference North                         | 6        | 42      | 22    | 10  | 10  | 65        | 34      | +31               | 76        | 4/22   | 1R     | SF        |                                           |
| 2009–10  | Conference North                         | 6        | 40      | 14    | 9   | 17  | 52        | 55      | −3                | 51        | 11/21  | 1R     | 3Q        |                                           |
| 2010–11  | Conference North                         | 6        | 40      | 23    | 13  | 4   | 71        | 29      | +42               | 82        | 2/21   | 3Q]    | 3R        | Thăng hạng                                |
| 2011–12  | Conference Premier                       | 5        | 46      | 10    | 16  | 20  | 45        | 65      | −20               | 46        | 20/24  | 1R     | 2R        |                                           |
| 2012–13  | Conference Premier                       | 5        | 46      | 6     | 17  | 23  | 52        | 79      | −27               | 35        | 24/24  | 4Q     | 2R        | Xuống hạng                                |
| 2013–14  | Conference North                         | 6        | 42      | 25    | 10  | 7   | 82        | 53      | +29               | 85        | 1/22   | 2Q     | 1R        | Vô địch, Thăng hạng                       |
| 2014–15  | Conference Premier                       | 5        | 46      | 10    | 9   | 27  | 58        | 84      | −26               | 36        | 23/24  | 2R     | 2R        | Xuống hạng                                |
| 2015–16  | National League North                    | 6        | 42      | 13    | 8   | 21  | 47        | 60      | −13               | 47        | 18/22  | 2Q     | 1R        |                                           |
| 2016–17  | National League North                    | 6        | 42      | 10    | 12  | 20  | 38        | 57      | −19               | 42        | 17/22  | 2Q     | 1R        |                                           |
| 2017–18  | National League North                    | 6        | 42      | 16    | 5   | 21  | 55        | 69      | −14               | 53        | 14/22  | 1R     | 1R        |                                           |
| 2018–19  | National League North                    | 6        | 42      | 17    | 14  | 11  | 64        | 55      | +9                | 65        | 8/22   | 3Q     | SF        |                                           |
| 2019–20  | National League North                    | 6        | 34      | 11    | 9   | 14  | 51        | 56      | −5                | 42        | 14/22  | 2Q     | 1R        | Mùa giải bị cắt giảm do đại dịch COVID-19 |

## Sân vận động

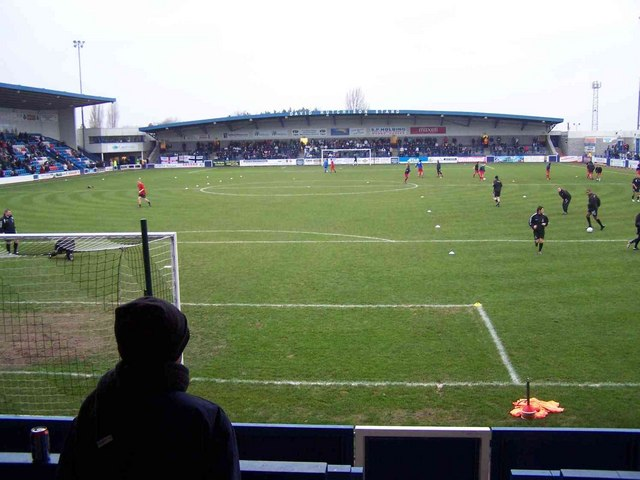
Sân vận động New Bucks Head

Telford chơi trên sân nhà của họ tại New Bucks Head. Khu đất được đổi tên sau khi cải tạo vào năm 2000, trước đây được gọi là Bucks Head. Trong quá trình cải tạo, sân Telford United chỉ có hai khán đài hoạt động, với một khán đài nhỏ tạm thời nằm ở khu vực bây giờ là Sân hiên phía Đông và các cabin di động trong bãi đậu xe được sử dụng làm phòng thay đồ. Trước đây nó từng là sân nhà của Wellington Town và Telford United. Sân có sức chứa 6.380, trong đó 2.220 chỗ ngồi và 4.800 chỗ có mái che. Lượng khán giả kỷ lục của câu lạc bộ trên sân là 5.710 trong trận gặp Burscough vào ngày 28 tháng 4 năm 2007, ngày cuối cùng của mùa giải 2006–07.

## Danh sách Huấn luyện viên
| Bắt đầu | Kết thúc | Huấn luyện viên          |
| ------- | -------- | ------------------------ |
| 2004    | 2006     | Bernard McNally          |
| 2006    | 2010     | Rob Smith                |
| 2010    | 2013     | Andy Sinton              |
| 2013    | 2013     | Mark Cooper (tạm thời)   |
| 2013    | 2013     | Graham Hyde              |
| 2013    | 2013     | John Psaras (tạm quyền)  |
| 2013    | 2014     | Liam Watson              |
| 2014    | 2015     | Steve Kittrick           |
| 2015    | 2017     | Rob Smith                |
| 2017    | 2018     | Rob Edwards              |
| 2018    | 2021     | Gavin Cowan              |
| 2021    | 2021     | Dennis Greene (tạm thời) |
| 2021    |          | Paul Carden              |